# Lijst van graven van Habsburg
Graven van Habsburg
| Afb. | Graaf                 | Regeringsperiode | Dynastie                         | Opmerkingen |
| ---- | --------------------- | ---------------- | -------------------------------- | --- |
|      | Radbot                | Ca. 1020-1045    | Habsburgers                      | Bouwde de Habichtsburg, ookwel bekend als het kasteel Habsburg. Was ook graaf van Klettgau (?-1045) |
|      | Werner I de Vrome     | 1045-1096        | Habsburgers                      | |
|      | Otto II               | 1096-1111        | Habsburgers                      | Was de eerste die zich 'graaf van Habsburg' noemde. |
|      | Werner II             | 1111-1167        | Habsburgers                      | |
|      | Albrecht III de Rijke | 1167-1199        | Habsburgers                      | |
|      | Rudolf II de Goedige  | 1199-1232        | Habsburgers                      | |
|      | Albrecht IV de Wijze  | 1232-1239        | Habsburgers                      | Stamvader van de oude lijn |
|      | Rudolf III de Stille  | 1232-1233        | Habsburg-Laufenburg              | Stamvader van de lijn Habsburg-Laufenburg Was ook graaf van Laufenburg |
|      | Rudolf IV             | 1239-1283        | Habsburgers                      | Was ook Duitse koning (1273-1291), hertog van Oostenrijk (1276-1282), hertog van Stiermarken (1276-1282), hertog van Karinthië (1276-1286), hertog van Krain (1276-1286), graaf van Kyburg (1263-1284), markgraaf van het Windische markgraafschap (1276-1286) en markgraaf van Moravië (1278-1283).                                 |
|      | Rudolf V              | 1283-1290        | Habsburgers                      | Was ook hertog van Oostenrijk (1282-1283), hertog van Stiermarken (1282-1283) en hertog van Zwaben (1283-1290). |
|      | Albrecht V            | 1290-1298        | Habsburgers                      | Was ook Duitse koning (1298-1308), hertog van Oostenrijk (1282-1298) en hertog van Stiermarken (1282-1298). |
| /    | Rudolf VI de Goede    | 1298-1307        | Habsburgers                      | Was ook koning van Bohemen (1306-1307), hertog van Oostenrijk (1298-1307), hertog van Stiermarken (1298-1307) en markgraaf van Burgau (1301-1307). |
|      | Frederik I de Schone  | 1307-1330        | Habsburgers                      | Was ook Duitse tegen-koning (1314-1330), hertog van Oostenrijk (1307-1330), hertog van Stiermarken (1307-1330) en markgraaf van Burgau (1307-1330). |
|      | Albrecht VI de goede  | 1330-1358        | Habsburgers                      | Was ook hertog van Oostenrijk (1330-1358), hertog van Stiermarken (1330-1358), hertog van Karinthië (1335-1358), hertog van Krain (1335-1358), markgraaf van Burgau (1330-1358) en markgraaf van het Windische markgraafschap (1335-1358).                                                                                           |
|      | Rudolf IV de Stichter | 1358-1365        | Habsburgers                      | Was ook hertog van Oostenrijk (1358-1365), hertog van Stiermarken (1358-1365), hertog van Karinthië (1358-1365), hertog van Krain (1358-1365), graaf van Tirol (1363-1365), markgraaf van Burgau (1358-1365) en markgraaf van het Windische markgraafschap (1358-1365).                                                              |
|      | Albrecht VII          | 1365-1379        | Habsburgers Albertijnse linie    | Was ook hertog van Oostenrijk (1365-1395), hertog van Stiermarken (1365-1379), hertog van Karinthië (1365-1379), hertog van Krain (1365-1379), graaf van Tirol (1365-1379 en 1386-1395), markgraaf van Burgau (1365-1379) en markgraaf van het Windische markgraafschap (1365-1379). Regeerde samen met zijn broer Leopold tot 1379. |
|      | Leopold I             | 1365-1386        | Habsburgers Leopoldinische linie | Was ook hertog van Oostenrijk (1365-1379), hertog van Stiermarken (1365-1386), hertog van Karinthië (1365-1386), hertog van Krain (1365-1386), graaf van Tirol (1365-1386), markgraaf van Burgau (1365-1386) en markgraaf van het Windische markgraafschap (1365-1386). Regeerde samen met zijn broer Albrecht tot 1379.             |
|      | Willem                | 1386-1391        | Habsburgers Leopoldinische linie | Was ook hertog van Stiermarken (1386-1406), hertog van Karinthië (1386-1406), hertog van Krain (1386-1406), graaf van Tirol (1386-1406), markgraaf van Burgau (1386-1391) en markgraaf van het Windische markgraafschap (1386-1406). Regeerde samen met zijn broer Leopold tot 1391.                                                 |
|      | Leopold II            | 1391-1411        | Habsburgers Leopoldinische linie | Was ook hertog van Stiermarken (1386-1391), hertog van Karinthië (1386-1391), hertog van Krain (1386-1391), graaf van Tirol (1386-1391 en 1396-1406), markgraaf van Burgau (1391-1411) en markgraaf van het Windische markgraafschap (1386-1391). Regeerde samen met zijn broer Willem tot 1391.                                     |
|      | Ernst de IJzeren      | 1411-1415        | Habsburgers Leopoldinische linie | was ook markgraaf van Burgau (1411-1424). |